# Beatriu d'Este (duquessa de Milà)
Beatriu d'Este o Beatrice d'Este (italià) (Florència, 29 de juny de 1475 - Milà, Ducat de Milà, 2 de gener de 1497) fou una noble italiana i duquessa consort de Milà, que fou una mecenes rellevant.
Era filla del duc Erculi I d'Este i Elionor de Nàpols. Fou neta per línia paterna de Nicolau III d'Este i Ricarda de Saluzzo, i per línia materna del rei Ferran I de Nàpols i Isabel de Chiaramonte. Fou germana d'Alfons I d'Este i d'Isabel d'Este i cunyada de Francesc II Gonzaga.
Va rebre una gran educació gràcies al mecenatge que el seu espòs va exercir damunt artistes, poetes i intel·lectuals, com Niccolò da Correggio, Baldassare Castiglione, Bramante o Leonardo da Vinci.
Fou promesa als quinze anys amb Lluís Maria Sforza, realitzant-se el casament el 18 de setembre de 1491. D'aquesta unió nasqueren: Maximilià Sforza (1493-1530), duc de Milà; i Francesc II Sforza (1495-1535), duc de Milà.

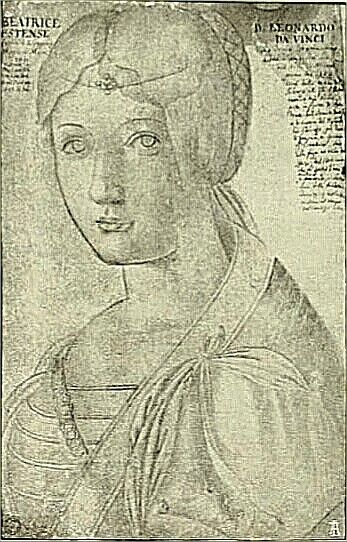
Retrat de Beatriu d'Este, de Leonardo da Vinci

El 1492 va visitar la República de Venècia com a ambaixadora en representació del seu marit, tasca en la qual intentà el reconeixement del seu espòs com a legítim i autèntic duc de Milà.
A la mort de Joan Galeàs Sforza, la usurpació de Lluís Maria va ser legalitzada, i després de la batalla de Fornovo de 1495 tant ell com la seva esposa van intervenir en l'anomenada Pau de Vercelli entre Carles VIII de França i els prínceps italians, esdeveniment en el qual Beatriu va mostrar gran habilitat política.
Beatriu va morir de part el 1497 a la ciutat de Milà.
L'únic retrat que ens n'ha arribat és un dibuix de Leonardo da Vinci, fet sobre cartó.